# Doug Williams
Douglas Lee Williams, detto Doug (Zachary, 9 agosto 1955), è un ex giocatore di football americano e allenatore di football americano statunitense che ha giocato nel ruolo di quarterback nella National Football League (NFL) e nella United States Football League (USFL). Williams è noto soprattutto per aver vinto il titolo di MVP nel Super Bowl XXII con i Washington Redskins.

## Carriera professionistica

### Tampa Bay Buccaneers
Williams fu scelto nel corso del primo giro (17º assoluto) del Draft NFL 1978 dai Tampa Bay Buccaneers. I Bucs, che non avevano mai raggiunto i playoff prima dell'arrivo di Williams, li raggiunsero per tre volte durante le sue quattro stagioni con la squadra, arrivando fino alla finale della NFC nel 1979. Williams migliorò la sua percentuale di completamento dei passaggi ogni anno dal suo arrivo in Florida ed era considerato l'anima e il cuore della squadra.
Williams era all'epoca l'unico quarterback titolare afroamericano nella NFL. Durante i suoi anni coi Buccaneers guadagnava soli 120.000 dollari l'anno, nettamente meno del salario minimo degli altri quarterback titolari della lega e meno anche di 12 riserve. Dopo la stagione 1982, Williams richiese un contratto da 600.000 dollari. Il proprietario dei Bucs Hugh Culverhouse rifiutò di spostarsi dalla sua offerta iniziale di 400.000 dollari, malgrado le proteste dell'allenatore John McKay. Nonostante l'offerta di Culverhouse fosse più del triplo del suo precedente salario, sarebbe comunque rimasto tra i titolari meno pagati della lega. Sentendo di valere più di quanto gli offrisse Culverhouse, Williams decise di spostarsi nella neonata United States Football League. L'anno successivo i Bucs terminarono con un record 2-14, non raggiungendo più i playoff fino alla stagione 1997 e perdendo un minimo di dieci gare in tutte quelle stagioni tranne una. Molti tifosi dei Bucs diedero la colpa di ciò al rifiuto di Culverhouse di proseguire le trattative con Williams.

### Oklahoma/Arizona Outlaws
Dopo aver lasciato la NFL, Williams firmò con gli Oklahoma Outlaw della USFL. Con la nuova squadra completò 261 passaggi su 528 per 3.084 yard e 15 touchdown, lanciando però anche 21 intercetti, concludendo con un passer rating di 60,5, mentre la squadra terminò con un record di 6-12. Nel 1985, la squadra si trasferì in Arizona e si fuse con gli Arizona Wranglers diventando gli Arizona Outlaws. Williams migliorò le sue statistiche passando 3.673 yard con 21 touchdown e 17 intercetti per un 76,4 di passer rating. Gli Outlaws mancarono ancora i playoff con un record di 8-10.

### Washington Redskins
Dopo il fallimento della USFL nel 1986, Williams fece ritorno nella NFL, unendosi ai Washington Redskins dell'allenatore Joe Gibbs, il quale era stato il coordinatore offensivo di Tampa Bay mentre Williams giocava lì.
Inizialmente Williams fu la riserva del quarterback titolare Jay Schroeder, ma dopo che questi si infortunò divenne il titolare, guidando i Redskins alla vittoria nella gara di apertura della stagione 1987 contro i Philadelphia Eagles. I rapporti tra Williams e Schroeder non erano buoni; l'origine del dissidio fu che Schroeder ordinò a Williams di uscire dal campo, dove era stato inviato per sostituirlo quando i Redskins pensavano si fosse infortunato nella finale della NFC del 1986. Nel 1987 Williams sostituì tre volte Schroeder guidando la squadra alla vittoria (le altre due furono il 15 novembre contro i Detroit Lions e il 16 dicembre contro i Minnesota Vikings). Williams giocò solo due gare come titolare, il 20 settembre contro gli Atlanta Falcons e il 23 novembre contro i Los Angeles Rams. Malgrado quelle due gare risultarono delle sconfitte, alla fine della stagione quando i Redskins si qualificarono per i playoff, Williams, con un 94,0 di passer rating, fu scelto come titolare. Doug guidò la squadra fino al Super Bowl XXII in cui batterono nettamente i Denver Broncos, diventando così il primo quarterback afroamericano a giocare il Super Bowl; il secondo fu Russell Wilson nel Super Bowl XLVIII. Contro il leggendario quarterback dei Broncos John Elway, Williams completò 18 passaggi su 29 per 340 yard e quattro passaggi da touchdown, venendo nominato MVP del Super Bowl.
Quel Super Bowl fu chiaramente il punto più alto della carriera nella NFL di Williams. La stagione successiva patì diversi infortuni e fu oscurato da Mark Rypien, che alla fine gli rubò il posto da titolare. Doug disputò un'ultima stagione nel 1989 come riserva di Rypien.
Williams si ritirò con un record di 5-9 come titolare dei Redskins (8-9, contando i playoff) e 38-42-1 come titolare nella stagione regolare (42-45-1 con le 7 gare da titolare nei playoff). In totale passò 100 touchdown e ne segnò altri 15 su corsa in 88 gare nella NFL.

## Palmarès
- Super Bowl : 1 Vincitore del Super Bowl XXII
- MVP del Super Bowl
- PFWA All-Rookie Team - 1978
- 80 Greatest Redskins
- Washington Redskins Ring of Fame
- College Football Hall of Fame

## Statistiche
| Yard lanciate     | 16.998 |
| Touchdown         | 100    |
| Intercetti subiti | 93     |
| Passer rating     | 69,4   |